# Анна Більке
Анна Еріксдоттер Більке (1490—1525) — шведська шляхтанка, очільниця міста та замку Кальмар під час шведського повстання проти Данії.

## Біографія
Анна народилася в родині знатного державного радника Еріка Турессона (Більке) і Гуніли Йохансдоттер Бесе; серед її братів і сестер були Риксрод і губернатор Аксель Ерікссон (Більке), Риксрод Туре Ерікссон (Більке) і сумнозвісний Барбро Еріксдоттер (Більке). У 1514 році вона вийшла заміж за шляхтича і ріксрада Йогана Монссона (Natt och Dag) (1470—1520), полководця і губернатора Кальмара в 1510—1520 роках.
Після смерті свого чоловіка в середині повстання проти Данії в 1520 році вона взяла під свій контроль його володіння і захистила Кальмар від Данії. Це був схоже на досвід її матері, яка вдовою захищала Виборзький замок від московитів. Коли її родич Густав Ваза був звільнений з данського полону і повернувся до Швеції, щоб взяти участь в опорі проти данського правління, він першим звернувся до неї за допомогою в боротьбі. Анна прийняла його привітно, але не змогла надати йому будь-яку допомогу, оскільки флот Сорен Норбі загрожував місту, а насторої в місті було проданськими. Після спроб Вази переконати людей озброїтися проти данців, його спочатку зустріли байдуже, а потім вороже. Тому він покинув місто. Невдовзі після цього Анна була змушена передати місто Данії. Точна дата її капітуляції невідома, але це було між серпнем і 6 вересня 1520 року.
Пізніше Анна заручилася з Генріком фон Меленом, братом Беренда фон Мелена, полководця Кальмара в 1523-24 роках і пов'язаного з королем через шлюб з його двоюрідною сестрою Маргаретою фон Мелен. Підозрюваний королем Густавом у змові, Генрік був позбавлений Нільсом Ерікссоном посади намісника військової експедиції. На прохання короля Густава вона припинила свої заручини в 1524 або 1525 роках.

## У художній літературі
Анна Еріксдоттер (Більке) була зображена в опері Густав Ваза часів Густава III Шведського, яка була виконана Шведською королівською оперою в 1786 році, а Ловіса Августі грала Анну.